# Centro cultural La Asunción
El Centro Cultural La Asunción es un centro cultural y museístico, perteneciente a la Diputación de Albacete, situado en la ciudad española de Albacete.
Tiene su sede desde 1993 en el antiguo convento de Franciscanas de la Encarnación, templo renacentista del siglo XV, situado en el centro de la capital.

## Exposiciones
Creado en 1982, acoge exposiciones a lo largo del año, además de eventos diversos, incluidos mítines políticos. El centro cuenta con salón de actos.

#### Fotografía
Mostraron la obra de dos premiados con el Premio Nacional de Fotografía: Ramón Masats con la exposición "Visit Spain" en 2025 y Isabel Muñoz con su exposición "Agua" en 2024.
Con la exposición "Albacete siempre" acojen los  Premios del certamen de fotografía sobre Albacete y su provincia en  2019
En 2018 mostraron:" Miguel de Cervantes - O el deseo de vivir" con la obra de José Manuel Navia.En 2017 muestran la obra de Jose Quintanilla en "Mi casa,mi arbol".

#### Pintura
En 2020 el pintor albacetense Eduardo Honrubia Soriano expone  "Honrubia" y Teresa Tomás Villarías mustra "Arbolario". En 2019  el centro acoge una exposición sobre la obra del pintor y  arquitecto Miguel Fisac (1913 - 2006).El pintor Quijano muestra sus obras en 2018.